# 利扎诺
利扎诺（義大利語：Lizzano），是意大利塔兰托省的一个市镇。总面积46.2平方公里，人口10266人，人口密度222.2人/平方公里（2009年）。ISTAT代码为073011。